# История ТНТ
«ТНТ» (СМИ — «ТНТ-Телесеть» и акроним — «Твоё Новое Телевидение») — общероссийский федеральный телеканал, который начал вещание 27 лет назад, 1 января 1998 года.

## История

### 1997. Основание телеканала, начало вещания ТНТ
Телеканал ТНТ был основан в сентябре 1997 года в составе холдинга «Медиа-Мост». Генеральным директором нового канала (по приглашению первого заместителя председателя Совета директоров холдинга Игоря Малашенко) стал Сергей Скворцов, годом ранее со своим заместителем Павлом Корчагиным и остальной командой запустившей первую в России негосударственную телевизионную сеть — СТС. Новый канал также изначально строился по принципу телесети, ориентрованной, прежде всего, на интересы российских регионов.
Тестовая трансляция проекта стартовала 1 октября 1997 года на частоте регионального телеканала «Русское видео — 11-й канал» в Санкт-Петербурге. Официально оно велось без названия, в формате трансляции пакета сериалов, фильмов и программ, принадлежавших «Медиа-Мосту». Среди них были как ранее не показывавшийся контент, так и то, что в прошлом транслировалось на НТВ.
1 января 1998 года стартовало эфирное вещание ТНТ. Аббревиатуру ТНТ его создатели расшифровали как «Твоё новое телевидение».
Доставка сигнала осуществлялась через спутники: Intelsat 604 (60° в. д.) на европейскую часть России, сразу в «цифре», для чего станции-партнёры получили цифровые декодеры и Intelsat 704 (64° в. д.) на восточную часть страны, первые полгода — в аналоговом режиме.

### 1998—1999. Развитие ток-шоу, документалистики и развлекательных форматов
Телеканал ТНТ был задуман как семейно-развлекательный и насколько возможно, ставка была сделана на привлечение максимально широкой аудитории. С этой целью в сетку вещания были включены самые разные продукты: художественные фильмы, включая блокбастеры, документалистику, телесериалы, в том числе мыльные оперы, ток-шоу, телевизионные игры, видеоклипы исполнителей российской и зарубежной эстрады, музыкальные программы, не исключая концертов бардовской песни, юмористические, новостные, детские развлекательно-образовательные передачи, мультфильмы и так далее. В первые пять лет вещание в эфире ТНТ были также широко представлены спортивные передачи и трансляции. В их создании принимала участие спортивная редакция спутникового оператора «НТВ-Плюс», в частности, молодые и тогда ещё малоизвестные комментаторы Алексей Андронов, Геннадий Сулименко, Георгий Черданцев.
В 1998 году на российском телевидении впервые начинаются трансляции рестлинга, когда на ТНТ выходит программа «Титаны реслинга», комментатором которой являлся Николай Фоменко. По 2001-й год на нём транслировалось шоу WCW Monday Nitro. Затем трансляции WCW на непродолжительное время были заменены на записи промоушена женского рестлинга Women of Wrestling (WOW!).
По замыслу создателей ТНТ, конкурировать на рынке, в первую очередь с СТС и ТВ-6, предполагалось за счёт качества контента, демократичности, а также значительной доли эксклюзива, когда зрителю предлагается или «то, чего нет у других» — к примеру, малоизвестные видеофильмы западного производства или то же самое, но сделанное «по-своему»: как ток-шоу «о жизни» в прайм-тайм. В поддержку второй составляющей петербургскому партнёру, телекомпании «Русское видео — 11-й канал», было заказано производство детективного сериала «Улицы разбитых фонарей» о буднях российской милиции с «человеческим лицом».
Параллельно ОРТ выкупило у недавно образованной телесети этот же сериал, трансляция которого началась в октябре 1998 года. Несмотря на малобюджетность постановки, сомнительность поднимаемых тем и практически полное отсутствие в актёрском составе «звёзд», сериалу удалось стать популярным среди зрителей и получить статус народного — «Менты» в премьерном показе на ОРТ имели рейтинг 15 % при доле в 35 % телезрителей. Спустя год в 1999 году будучи номинированным от ТНТ и от ОРТ, сериал получает две статуэтки ТЭФИ как «лучший телевизионный игровой (художественный) фильм или сериал» и «лучший телепроект года». Премия отошла к ТНТ как непосредственному владельцу всех прав на показ.
Телесериал «Улицы разбитых фонарей» оправдал ожидания и телеканал ТНТ обеспечил стабильную, хотя и сравнительную невысокую (2-3 %), аудиторию в первый год эфира. К середине года телеканал ТНТ можно был смотреть уже в 100 городах России. Вдохновлённые первым успехом, создатели ТНТ заказали компании «Русское видео» ещё один сериал — «Агент национальной безопасности», о похождениях агента ФСБ. Трансляция 1-го сезона началась 1 января 1999 года, сериал привлёк внимание аудитории, однако оглушительного успеха «Ментов» ему повторить не удалось. В марте 1999 года в «НТВ-Холдинг» ушёл Сергей Скворцов и кресло генерального директора ТНТ занял Павел Корчагин.
К этому времени в активе ТНТ была отлаженная система производства собственных сериалов, выходили две передачи с только пришедшим на телевидение Владимиром Соловьёвым («На свежую голову» и «Страсти по Соловьёву»), периодически проходили телепремьеры блокбастеров. Телеканал ТНТ был абсолютно аполитичен, внятной эфирной концепции не имел, целевая аудитория его не была определена, руководство холдинга никаких задач перед коллективом не ставило. Возможности роста ТНТ в этих условиях были исчерпаны. 1999 год телеканал ТНТ завершил с двумя статуэтками премии «ТЭФИ» за первый сезон «Ментов» (номинации «Телевизионный игровой (художественный) фильм или сериал» и «Телевизионный проект года») и на 8 месте в зрительском рейтинге с 3,2 % аудитории, с почти двукратным отставанием от СТС.

### 2000—2001. Судьба коллектива ТНТ и СМИ «Медиа-Моста»
В июне 2000 года телеканал ТНТ запустил собственную программу новостей московского региона. Новости для программы «Сегодня в столице» делал «сосед» ТНТ по конгломерату — НТВ, причём ТНТ этот контент покупал и предполагалось по словам Скворцова, транслировать эти материалы по всей России: «Наши городские новости будут интересны в любом городе». Кадровый состав программы «Сегодня в столице» был представлен молодыми корреспондентами Службы информации НТВ, студентами и недавними выпускниками факультета журналистики МГУ 1975—1980 годов рождения.
15 декабря 2000 года Налоговая инспекция Центрального административного округа Москвы подала в Арбитражный суд иск против холдинга «Медиа-Мост» с целью обанкротить несколько крупнейших компаний холдинга: телесеть ТНТ, телекомпанию НТВ, систему спутникового телевидения «НТВ-Плюс» (каналы «Наше кино», «Мир кино», «Спорт», «Детский мир», «Футбол» и др.), НТВ-Интернет, издательский дом «Семь дней» (журналы «7 Дней», «Итоги», «Караван историй», газета «Сегодня» и др.).
17 января 2001 года суд решил перенести иск о ликвидации ТНТ на 31 января того же года, а телекомпаний НТВ и «НТВ-Плюс» — на 2 февраля. Налоговые органы собирались ликвидировать НТВ на основании того, что на протяжении последних лет у компании были отрицательные активы (меньше установленного законом уставного капитала), но им было в этом отказано по решению суда.
12 ноября 2001 года телеканал ТНТ стал собственностью медиахолдинга «Газпром-Медиа». Большинство приобретённых «Газпромом» активов испытывали трудности с нехваткой финансирования, среди них были телесеть ТНТ, система спутникового телевидения «НТВ-Плюс», радиостанции «Эхо Москвы» и «Спорт-FM», которая прекратила своё вещание из-за задолженности с использованием передатчика, а чуть позже возобновила вещание уже в составе холдинга «Газпром-Медиа» и работала до 24 февраля 2005 года, после чего эфир передали «Радио Тройка». Все перешедшие к холдингу «Газпром-Медиа» радиостанции, за исключением «Эха Москвы», в том числе и «Спорт FM», вплоть до 2005 года считались своеобразным балластом, которые до того периода он пытался не реабилитировать, а передать другим владельцам.
Сетка вещания
27 августа 2000 года после пожара на Останкинской телебашне телеканал ТНТ, благодаря расположению передатчика в районе Хорошёво-Мнёвники (ныне радиотелевизионная башня «Октод»), стал одним из немногих, не прервавшим вещание. Более того, ТНТ временно отдал часть своего эфирного времени для телеканала НТВ информационной программы «Сегодня». В эти дни ТНТ занимал четвёртое место по рейтингам среди всех телеканалов в Москве.
В апреле 2001 года после смены собственника телекомпании НТВ и ТНТ начал ретрансляцию всех программ «Четвёртой телевизионной кнопки». После захвата НТВ и передела собственности на НТВ большая часть журналистов временно перешла на ТНТ до предложения Борисом Березовским Евгению Киселёву возглавить ТВ-6. После перехода журналистов на ТВ-6, на ТНТ сменилось руководство, вместо ушедшего на шестой телеканал Павла Корчагина генеральным директором стал Андрей Скутин.
Изначально информационные выпуски журналистов «старого» НТВ выходили на ТНТ. Первый выпуск под названием «Сегодня на ТНТ» вышел в эфир 14 апреля 2001 года в 7:58 по московскому времени. Его провели Андрей Норкин и Виталий Бузуев. C 8:04 до 8:10 мск данный выпуск посредством перекоммутации сигнала также транслировался в прямом эфире НТВ с параллельным логотипом ТНТ, в левом нижнем углу отображался логотип «Защитим НТВ сегодня!». С 8:10 в эфире появилась настроечная таблица, которая, в свою очередь, сменилась на стоявший по программе сериал «Закон джунглей», уже с обычным логотипом НТВ.
Все следующие выпуски, вышедшие в эфире ТНТ 14 апреля 2001 года, практически полностью состояли из репортажей журналистов, мнений политиков и экспертов на произошедшие в течение последних недель в целом и прошлой ночью в частности события. В первые дни после захвата телекомпании НТВ выпуски выходили каждые два-три часа. Позже был утверждён график, согласно которому выпуски в будние дни выходили в 13:30, 16:00, 19:00 и 22:00, а аналитическая программа с Владимиром Кара-Мурзой — в районе 1:00, чуть позже — в 16:00, 19:00 и в промежутке с 23:30 до 0:00 (кроме пятницы). В субботу программа выходила дважды (16:00 и 19:00), а в воскресенье — одним выпуском в 16:00.
Первый выпуск новостной программы «старого» НТВ на ТВ-6 вышел в эфир 17 апреля 2001 года в 21:35 из студии ТНТ. Его провёл Михаил Осокин. До 26 мая 2001 года выпуски журналистов «команды Киселёва» выходили параллельно как на ТВ-6, так и на ТНТ, потому что ушедшие с НТВ творческие и технические работники ещё не числились в штате Службы информации ЗАО «МНВК».
С 22 января 2002 года после ликвидации ТВ-6, программа «За стеклом-2» стала выходить на ТНТ. На ТНТ выпуски выходили в том же объёме, что и ранее на ТВ-6, а «НТВ-Плюс» осуществлял полную ретрансляцию прямого эфира. Название проекта было своеобразной пародией на шоу «Последний герой». Со слов Кирилла Набутова, сказанных на финальном ток-шоу по итогам первого сезона 1 декабря 2001 года, смысл названия в том, что тот, кто подаст последний бифштекс в ресторане, выигрывает реалити-шоу. Ведущим ток-шоу во втором сезоне снова был Набутов, вместе с ним также работал Эрнест Мацкявичюс, в феврале 2002 года ушедший с ТВ-6 на РТР. В субботнем ток-шоу также была задействована 5-я студия Останкино (в том числе и в тот период, когда программа ушла с ТВ-6 на ТНТ).

### 2002—2005. «ТНТ помогает!»

#### 2002—2003
До сезона 2002—2003 у ТНТ не было как таковой эфирной политики, он был ориентирован на широкий круг телезрителей, не наблюдалось в эфире и персоналий, которых можно было бы охарактеризовать как «лица канала». Существовали перспективы по перепрофилированию ТНТ в спортивный канал. С концепцией, где 28 % всей сетки вещания заняли бы спортивные передачи и трансляции, а остальное время приходилось на развлекательные жанры, в марте 2002 года телеканал «НТВ-Плюс Спорт» претендовал на выход в эфир на 6-й кнопке в Москве, но проиграл конкурс ТВС. Осенью 2002 года эту идею частично удалось реализовать — в сетку вещания был добавлен программный блок «ТНТ-Спорт», создававшаяся при участии телекомпании «НТВ-Плюс Спорт». Первое время она выходила днём, но в 2003 году, из-за упавших рейтингов, её трансляцию переместили в ночной блок, а затем и вовсе прекратили.
Не имея средств для покупки и производства блокбастеров, телеканал ТНТ сосредоточился на новых и более дешёвых формах программирования, и этот подход оправдал себя: аудитория ТНТ вскоре значительно увеличилась — с первоначального показателя в 2,7 % до 5,4 %, в конце 2002 года. Основную часть эфирного времени ТНТ в те месяцы 2002 года по причине отсутствия времени на создание собственного продукта занимали повторы старых телепередач, уже прошедших на НТВ — «О, счастливчик!», «Куклы», «Пойми меня», «Продолжение следует», «Империя страсти». Но рейтинговый рывок, по большей степени, был связан со введением в программную сетку скандального ток-шоу Дмитрия Нагиева «Окна», а также ещё нескольких передач, запущенных при участии новой команды менеджеров во главе с Романом Петренко, бывшим генеральным директором СТС. Переходу «Окон» на ТНТ, а не на ТВС поспособствовал именно Александр Роднянский:

Создатели шоу почувствовали мой настрой и стали вести переговоры о размещении «Окон» в эфире появившегося ТВС, которое, несмотря на неудачный старт, тогда вселяло надежды. Для нас такой шаг мог стать опасным. Мы расценивали ТВС как серьёзного конкурента. От него ждали мощного запуска: лучшие журналисты страны, перешедшие с НТВ, финансовая поддержка олигархов… Я понимал, что наши акционеры могут не одобрить историю с «Окнами», и чудом уговорили продать едкое шоу на ТНТ, где оно ничем бы нам не угрожало: доля аудитории ТНТ на тот момент составляла всего 3 %. 
Сетка вещания
8 сентября 2002 года реслинг вернулся на ТНТ, в новых «Титанах реслинга» транслировалась 45-минутная версия WWE Raw. Николай Фоменко вернулся к комментариям. Трансляции длились ровно год, до 31 августа 2003 года. После чего истёк контракт с WWE, который так и не был продлён.
Новое руководство почти сразу же приступило к закрытию программ, оставшихся от предыдущего руководства, как низкорейтинговых, убыточных или же морально устаревших. 15 ноября в эфир вышел заключительный выпуск одной из последних программ «старого» ТНТ «Сегоднячко», за короткое время из самой популярной ставшей наименее рейтинговой. Дольше всех из программ «старого» ТНТ просуществовала авторская программа известного астролога Павла Глобы «Глобальные новости» — её выход в эфир был прекращён в самом конце 2008 года.
В конце 2002 года каналом была определена концепция «ТНТ помогает!». ТНТ начал позиционировать себя как «уникальный телеканал, который не только развлекает, но и помогает» и с 17 февраля 2003 года полностью изменил свои тематику и сетку вещания. Одной из первых программ, сделанных в новой концепции, стала «Москва: Инструкция по применению», заменившая собой закрытое «Сегоднячко». В целом же, приоритетными направлениями ТНТ стали «реалити-шоу» и разнообразные альтернативные развлекательные программы.
18 февраля 2003 года завершено преобразование ЗАО «ТНТ-Телесеть» в ОАО «ТНТ-Телесеть».

#### 2003—2005
При непосредственном участии Романа Петренко и Дмитрия Троицкого на телеканале были запущены оригинальные, новые для российского телезрителя телепроекты — «Запретная зона», «Голод», «Школа ремонта», «Такси», «12 негритят», «Большой брат», «Дом», «Дом-2». Передача «Дом-2» стала «трамплином» для популярных телеведущих: Ксении Собчак, Ксении Бородиной и Ольги Бузовой.

Впервые я увидел [Ксению Собчак] в 2004 году на кассете с кастингом ведущих для «Дома-2». <…> Надо признаться, что как ведущая она была совершенно неопытная. Но моё первое впечатление, которое в последующие годы знакомства только укреплялось, было: «А она умная!» It girl, дочка Собчака, светская тусовщица — нам показалось достаточно интересным решением выбрать ведущей девушку, о которой многие слышали, но которую никто не видел. — Дмитрий Троицкий
Сетка вещания
Одновременно Троицким также был запущен специальный блок художественных фильмов под заголовком «ТНТ-Комедия», на долгие годы ставшая одним из ключевых атрибутов телеканала. С 1 сентября 2003 года на канале в утреннее и дневное время стал транслироваться мультипликационный блок «Nickelodeon на ТНТ». Также в сентябре начался показ комедийного сериала «Саша+Маша», ставшего одним из самых рейтинговых продуктов телеканала ТНТ. Было отснято 5 сезонов, сериал демонстрировался до сентября 2005 года, после чего неоднократно транслировался повторно.
В апреле 2005 года было закрыто постановочное ток-шоу «Окна», а в эфире ТНТ появилась ещё более эпатажная программа «Секс с Анфисой Чеховой» в жанре «телевизионное эротическое шоу».
Знаковым для телеканала ТНТ событием стало создание программы «Comedy Club» — телевизионной версии стендап-шоу, придуманного двумя годами ранее несколькими игроками команды КВН «Новые армяне»:

Когда я в первый раз пришел на их вечеринку, то сразу понял – это то, что надо для ТНТ. Я видел, как принимает их зал, как люди реагируют на их юмор. После шоу (это было в субботу) я подошел к ним и сказал: в понедельник подписываем контракт. — Дмитрий Троицкий
Шоу «Comedy Club» во многом определило «лицо» ТНТ на долгие годы вперёд, выдвинув на телеэкран целую плеяду «резидентов»-стендаперов, прививших моду на так называемый «новый юмор».

### 2005—2007. Ориентирование на молодёжную аудиторию
В сезон 2005—2007 годов телеканал ТНТ вошёл не в сентябре, а нетрадиционно — в июле, чтобы «зацепить» аудиторию «30+», продолжающую летом просмотр ТНТ на дачах. В рамках расширения концепции реалити-шоу, в эфирную сетку были введены несколько передач, отнесённых руководством ТНТ к этому типу программ: «Кандидат» с Владимиром Потаниным, «Няня спешит на помощь», «Клуб бывших жён», «Другая жизнь». По словам Романа Петренко, к этому времени специалисты ТНТ изучили практически весь мировой телевизионный опыт, отобрали идеи с наибольшим потенциалом, привлекли к работе британских продюсеров:

Мы приглашаем зарубежных специалистов. Кроме того, мы умудрились приобрести лицензии на все самые нашумевшие мировые форматы. Так что если какие-то каналы захотят отказаться от сериалов — поняв, что у них нет будущего, — приобретать лицензии реалити они не смогут. Все пакеты уже у нас. — Роман Петренко
Тогда же менеджеры ТНТ начали публично высказывать недовольство «надоевшим» проектом «Дом-2», и появились планы в течение одного-двух сезонов закрыть это шоу, несмотря на его рекордные рейтинги. Однако ни одной из новых программ не удалось приблизиться по популярности к «Дом-2» и до 2020 года проект оставался в эфире ТНТ, став самым продолжительным реалити-шоу на российском телевидении по версии «Книги рекордов России».
8 марта 2006 года в эфире ТНТ вышел комедийный сериал «Счастливы вместе» — адаптация американского сериала «Женаты… с детьми». Продержавшись 7 лет, сериал стал одним из самых успешных ситкомов ТНТ.
4 ноября 2006 года стартовал проект «Наша Russia» (адаптированный клон популярного английского скетч-сериала «Маленькая Британия») — юмористическая телепередача с Михаилом Галустяном и Сергеем Светлаковым в главных ролях. Передача получила огромную популярность, отдельные фразы персонажей «ушли в народ», а сами герои стали нарицательными образами (например, Равшат и Джамшут — гастарбайтеров). Было отснято 5 сезонов, в 2016 году — через 5 лет после завершения оригинального скетчкома — стартовал спин-офф «Бородач. Понять и простить», по одной из сюжетных линий «Наша Russia», с Михаилом Галустяном в роли незадачливого рязанского охранника Сашки Бородача. Этот персонаж также фактически стал канонической фигурой, выйдя за рамки шоу и охарактеризовав собой образ халатного работника.
Также в ноябре был обновлён промостиль ТНТ: в оформлении ТНТ началась «раскрутка» лиц, прямо или косвенно связанных с ТНТ — ведущих программ, актёров из сериалов, участников реалити-шоу «Дом-2» и резидентов «Comedy Club». Идентификационные ролики, межпрограммные и рекламные заставки со слоганами: «ТНТ про жизнь. ТНТ про любовь. ТНТ смешной» были запущены одновременно с месячной рекламной кампанией по всей России. Помимо этого, телеканал отказался от производства проектов собственными усилиями и решил сосредоточиться на сотрудничестве со сторонними производителями. Тем самым, были созданы производящие многопрофильные компании «Comedy Club Production» и «Кефир Продакшн» (затем — «ФМП Групп»), куда перешло большинство закадровых сотрудников ТНТ.
Идея осенней рекламной кампанией получила развитие в следующей, весенней, более масштабной и прошедшей под слоганом «Почувствуй нашу любовь». По словам её вдохновителя Александра Дулерайна, «во всей новой рекламной истории мы хотели перевернуть привычные зрителю понятия, пойти на провокацию». В коротких промо-роликах «звёзды» ТНТ — Ксения Собчак, Ольга Бузова, Алёна Водонаева, Гарик Харламов, Тимур Родригез, Павел Воля и Михаил Галустян — обыгрывали двойственность посыла ключевой фразы, тонкий баланс между глянцевой романтикой и вызывающим юмором.
Весной 2007 года НТВ и ТНТ покинули состав учредителей Академии российского телевидения, её членом также перестал быть Роман Петренко. Таким образом, ТНТ потерял право выдвигать своих сотрудников в номинанты премии «ТЭФИ». За несколько лет до этого телесеть не получила «ТЭФИ» ни за одну произведённую ей программу. Уход из Академии канала и свой личный уход Петренко не обосновал.
Сетка вещания
2007-й стал годом рождения нового телевизионного формата — соревнования юмористов и целых стендап-команд. В апреле стартовало шоу «Смех без правил», организованное командой «Comedy Club». Молодые юмористы соревновались за денежные призы, затем финалисты встречались ещё в одной передаче — «Убойная лига». В августе 2010 года формат шоу был использован в программе «Comedy Баттл», посвящённой памяти Турчинского.
В конце 2007 года на ТНТ также была запущена линейка документальных фильмов на тему проблем и тенденций современной молодёжи, которые периодически выходили по воскресеньям в 18:00 (с ноября 2008 года — в 11:00 или 12:00). В разное их авторами являлись журналисты Арина Слабко, Питер Померанцев, Елена Погребижская и другие. До 2010 года ведущим продюсером фильмов была Диана Беткаева при участии Дмитрия Троицкого, затем их заменила Валерия Вальцова. Фильмы носили преимущественно серьёзный и драматический характер, тем самым выделяясь среди развлекательного контента ТНТ. В 2014 году телеканал ТНТ отказался от производства документальных фильмов. Последним фильмом на социальную тематику, стал проект Арины Слабко «Жир», посвящённый проблеме избыточного веса и вышедший 27 июня 2015 года в 21:40.
По итогам 2007 года телеканал ТНТ был назван «Телеканалом года» по версии «Russian Entertainment Awards» — ежегодной национальной премии в области индустрии развлечений.

### 2008—2010. Развитие киноиндустрии
К началу 2008 года из реалити-программ на ТНТ остались только самые успешные: «Дом-2» и свежее мистическое телешоу «Битва экстрасенсов».
24 января 2008 года в прокат вышла первая кинокомедия производства ТНТ, совместно с Comedy Club — кинопародия «Самый лучший фильм», с «резидентами» Гариком Харламовым, Михаилом Галустяном и Павлом Волей. Помимо них к съёмкам были привлечены такие мэтры российского кино как Армен Джигарханян и Валерий Баринов, молодые актёры, множество телевизионных и медийных персон. Фильм является своеобразным «ответом» американской картине «Очень страшное кино» и по словам производителей, их главной задачей было «не столько окупить расходы на кино и заработать на съёмки сиквела, сколько создать успешную пародийную комедию в новом для российского кино жанре». При бюджете в 5 миллионов долларов (ещё столько же было затрачено на рекламу) «Самый лучший фильм» собрал в прокате более 30 миллионов долларов, установив новый рекорд сборов за первый уик-энд по России и странам СНГ (19,2 миллиона долларов). Антирекордными оказались за сборы выходные — падение составило 72 %. Причиной стали плохая пресса и антиреклама со стороны зрителей. Ровно через год в прокат вышел «Самый лучший фильм 2», а в январе 2011 года — «Самый лучший фильм 3-ДЭ», выстроенные по тем же лекалам и с Харламовым в главной роли. Оба сиквела были сняты уже другой кинокомпанией, «Monumental Pictures», но повторили судьбу первой картины, показывая хороший старт, обвал на второй неделе и некоторую прибыль на «финише».
2008 год ознаменовался адресным обращением ТНТ к молодёжной аудитории. 25 августа стартовал полностью оригинальный ситком «Универ», о студентах, проживающих в одном блоке общежития, который и является главным местом действия. Сериал придумали и спродюсировали Вячеслав Дусмухаметов и Семён Слепаков, режиссёром пригласили Петра Точилина, постановщика небезысветной „интернет-комедии“ «Хоттабыч»:

Мы с Семёном давно задумали комедию об общежитии, ещё когда сами там жили. Все студенты знают, что без приколов и смешных ситуаций учёба и жизнь в общежитии невозможна. Вот мы и решили показать всё без прикрас. — Вячеслав Дусмухаметов
1 декабря 2008 года телеканал ТНТ перешёл на круглосуточный режим вещания.
19 декабря состоялась премьера другого сериала — «Любовь на районе», где показана молодёжь несколького иного социального положения. Этот проект продлился всего 2 сезона, в то время как «Универ» оказался очень успешным, и вместе со своим сиквелом «Универ. Новая общага» (с третьего сезона снова выходящим под названием «Универ») шёл вплоть до октября 2018 года, насчитывая более 500 эпизодов. В 2013 году стартовал спин-офф «Универа» под названием «СашаТаня», повествующий историю одной из пар из оригинального ситкома, и также завоевавший симпатии зрителей.
В конце года случилась ещё одна знаковая премьера — женского эстрадно-комедийного шоу «Made in Woman», впоследствии получившее новое название «Comedy Woman», по аналогии с чисто мужским Comedy Club и под эгидой последнего. Проект был создан участницей московской команды КВН «Мегаполис» Натальей Еприкян в 2006 году в формате женского юмористического клубного «кабаре-шоу». Также проектом занялись известные КВНщицы — Елена Борщёва, Полина Сибагатуллина, Екатерина Скулкина, Марина Кравец, Татьяна Морозова, Мария Кравченко, Екатерина Варнава, Наталия Медведева, Марина Бочкарёва, Екатерина Баранова. В качестве ведущего шоу иногда появлялся Егор Дружинин. Для телевидения шоу было переформатировано, включая состав участниц и их образы.

Made in Woman — это не Comedy Club и, тем более, не «женский Comedy Club». Это вообще не stand-up, а совсем другой жанр, скорее — эстрадный. Это ярко, громко и весело. Помните, были такие понятия: «эстрадный артист», «звезда эстрады», «театр эстрадных миниатюр»? Эстрада — это не человек у микрофона с монологом или набором шуток, точнее, не только он. Это ещё и танцы, песни, переодевания, фокусы, в конце концов! В «Made in Woman» есть шутки, над которыми нужно подумать, и есть чисто клоунская эксцентрика. — Дмитрий Ефимович, режиссёр программы
Сетка вещания
28 июля 2009 года Пресненский суд Москвы вынес постановление о запрете трансляции телепередачи «Дома-2» в «детское время» — с 4:00 до 23:00. Телеканал ТНТ подавал апелляцию на это решение. 20 октября 2009 года Московский городской суд подтвердил запрет на трансляцию реалити-шоу «Дом-2» в дневное время.
Осенью 2009 году состоялся запуск ещё одного сериала, драмеди «Барвиха», про школьную жизнь «золотой молодёжи» элитного коттеджного посёлка. Старт проекта предваряли заявления его создателей о «сериале нового поколения», с полностью «киношной» картинкой (сериал снимался в HD-качестве), тщательно прописанными диалогами, достоверной актёрской игрой (авторы выезжали на «натуру» в посёлок Барвиха, чтобы сверить с реальностью свои представления о манерах его обитателей). Сериал поднимал непростые вопросы взаимоотношений школьников-сверстников из семей разного достатка, являясь единственным «несмешным» сериалом на развлекательном канале (хотя и с отдельными эпизодами). Было отснято 2 сезона — 20 и 15 серий (второй сезон прошёл в 2011 году под названием «Золотые. Барвиха 2»).
В 2009 году телеканал ТНТ стал генеральным информационным партнёром «Года молодёжи», в частности, поддержав молодёжную волонтёрскую акцию «Поезд молодёжи». В эфире ТНТ были размещены более 500 роликов социальной направленности. За год канал поддержал 12 информационных кампаний, посвящённых здоровому образу жизни, профилактике СПИДа, борьбе с табакокурением и наркоманией, поддержке донорства, инклюзивного образования, противодействию торговле людьми и так далее. А годом ранее ТНТ выступал информационным спонсором «Года семьи» и делал агитационные предвыборные промо-ролики в рамках кампании «Не будь овощем — голосуй!». В ноябре 2009 года телеканал ТНТ стал обладателем премии «За вклад в развитие социальных проектов», учреждённой Коалицией некоммерческих организаций, заняв 1 место в номинации «Социально-ответственное СМИ: за активное размещение социальный рекламы в эфире».

### 2010—2018. Новый облик телеканала

#### 2010—2012
В начале 2010 года пост генерального продюсера ТНТ занял Александр Дулерайн, сменив покинувшего Дмитрия Троицкого. Сайт телеканала ТНТ приобрёл новое доменное имя — tnt-online.ru, дизайн сайта остался почти неизменным вплоть до конца 2019 года.
В 2010 году на ТНТ состоялись две громкие премьеры ситкомов. Автор идеи сериала «Интерны», Вячеслав Дусмухаметов, выпускник Челябинской государственной медицинской академии. Учёба в этом заведении, а также последующая интернатура по терапии и врачебная практика стали источником шуток и ситуаций сериала:

Когда я учился в 9-м классе, моя бабушка перенесла операцию. Прооперировав её, доктор — с пачкой «Мальборо» и в тяжёлых ботинках — вышел и спросил: «Дусмухаметов? — прикурил, затянулся сигаретой. — Будет твоя бабушка жить». Он тогда буквально выполнял функцию Бога. Мне показалось, что врач — это брутальная и крутая профессия. — Вячеслав Дусмухаметов
«Универ» и «Интерны» не являются калькой каких-либо американских ситкомов. Более того, обозреватель журнала «Искусство кино» Ольга Ганжара соглашается с исполнителем главной роли Иваном Охлобыстиным, что «Интерны» шире традиоционной ситуационной комедии, что это «новое жанровое обретение — между классическим сериалом и ситкомом», основанное на «волшебном литературном материале». Это «расширение» проявилось и в съёмочном процессе: «Интерны» снимались медленно, как настоящее «большое кино», с репетициями, множеством дублей, на цифровую кинокамеру ультравысокого разрешения «Red One», а от ряда чисто «ситкомовских» приёмов, вроде закадрового смеха, было принято решение от них отказаться. В резутальте именно «Интерны», по предположению Дусмухаметова, стали причиной ещё одного расширения — аудитории ТНТ с 18-30 до 14-44.
Наряду со сценарной основой, залогом феноменального успеха проекта стала работа самого Ивана Охлобыстина: его доктор Андрей Евгеньевич Быков, заведующий терапевтическими отделением больницы и руководитель интернатуры — центральная фигура всего экранного действа, — настолько, что даже остальные персонажи, работники больницы и, собственно, практиканты-интерны, выглядят «армией Быкова», чередой воплощений его отдельных черт. Охлобыстин, через «парадоксально-иронической рационализм восприятия действительности», как пишет телекритик Валерий Зайцев, создаёт вокруг себя особое, «охлобыстинское» пространство. Здесь он сближается с британским актёром Хью Лори, исполнителем заглавной роли в американском сериале «Доктор Хаус». На этом, однако, сходство заканчивается: персонаж Охлобыстина, как и сам сериал от ТНТ, глубоко русский, пропитанный любовью, уважением и трепетным отношением к профессии врача и человеческой боли. Не случайно доктор Быков регулярно язвительно «проходится» по иностранному коллеге, а в одной из первых серий, узнав, что зануда-интерн Левин собирается, совсем как Хаус, лечить редкие и сложные болезни, выдаёт ему отповедь: «а кто тогда будет лечить обычных пациентов, которыми переполнены больницы?».

Да и вообще — больной и лечение в «Интернах» не главное, даже не второстепенное. Это только фон для выстраивания и организации жизненного пространства, удобнейшее место для всяческих приключений, источник адреналина, настоящая школа жизни, место, где происходит взросление. Болезнь — информационный повод, инициирующий коммуникацию. — Ольга Ганжара
Последняя серия «Интернов» вышла в эфир 25 февраля 2016 года, а в июне сериал был удостоен премии «ТЭФИ» в номинации «Лучшая телевизионная многосерийная комедия/Ситком».
8 ноября 2010 года в эфире ТНТ стартовал экспериментальный, уникальный для российского телевидения реалити-сериал «Реальные пацаны», вскоре занявший вторую строчку зрительских рейтингов, сразу вслед за «Интернами». Идея проекта принадлежала Антону Зайцеву — одному из основателей кинокомпании Good Story Media и игроку пермской команды КВН «Парма». Режиссёром выступила Жанна Кадникова, а главную роль Коляна исполнил Николай Наумов — также звёзды «Пармы».
Съёмки и основное действие «Реальных пацанов» проходят в Перми. «Пацан» Колян, уже имеющий богатую историю отношений с правоохранительными органами, попадается на мелкой краже и, чтобы не получить реальный срок, соглашается на участие в реалити-шоу. Теперь за ним повсюду следует оператор, который снимает его жизнь, работу и друзей, а от самого Коляна требуется только одно — жить честно. Таким нехитрым способом авторы «Реальных пацанов» вовлекли в производство сериала целый город: большинство действующих лиц (в сериале более 150 персонажей), — непрофессиональные актёры, обычные городские жители, зачастую выступающие под своими именами. Ситком снимался не по сценарию, а на основе поэпизодного плана, диалоги же придумывались прямо на съёмочной площадке актёрами, режиссёром и продюсерами:

Ситуация должна быть настолько смешна и парадоксальна сама по себе, чтобы находящийся внутри персонаж мог просто существовать внутри неё, и это было бы само по себе смешно, чтобы он ни говорил. Мы даём персонажам информацию — вы должны поговорить о том-то и о том-то, а дальше они импровизируют в рамках сцены. — Антон Зайцев
Перед зрителем проходит целая картина узнаваемых городских типажей: «мажоры», студенты, тусовщицы, неформалы, торговцы, работяги, менеджеры, бизнесмены, военные, полицейские, криминальные элементы и, конечно, «пацаны» — Колян со своими друзьями. За считанные месяцы вся команда, работавшая над ситкомом, прославилась в родной Перми и по всей России. О сериале одобрительно отзывались актёр Константин Хабенский, капитан сборной Сербии по волейболу Боян Янич, писатель Алексей Иванов:

«Реальных пацанов» я посмотрел с огромным удовольствием… Мне понравилась игра актёров, ни одной фальшивой ноты: точнейшие типажи, точнейшие реплики, полное ощущение подлинности… В этом сериале я впервые увидел ту жизнь, которая строилась у меня на глазах, — а я всё-таки рождён был ещё в Советском Союзе. Я увидел людей, которые в этой жизни устроились, живут в ней свободно, понимают её законы и не конфликтуют с ней. И мне интересно смотреть на людей, для которых такая жизнь — в порядке вещей. Это как наблюдать за обитателями морских глубин. Интересно же посмотреть, как там, на дне океана. Я вот не смогу там жить, а рыбы могут. Вот так же я и смотрю «Реальных пацанов». — Алексей Иванов
По информации TNS Russia, «Реальные пацаны» стали абсолютным лидером по России среди аудитории 18-30 лет. По словам министра культуры Пермского края Николая Новичкова: «Сериал „Реальные пацаны“ на несколько порядков поднял известность Перми». Номинация «гоп-арт» сериала на премию Пермского края в сфере культуры и искусства за 2010 год вызвала бурную полемику. В итоге премия была вручена пятерым членам команды «Реальных пацанов»: Антону Зайцеву, Жанне Кадниковой, креативному продюсеру Юрию Овчинникову, оператору-постановщику Сергею Долгушину и исполнителю главной роли Николаю Наумову.
Из премьер следующего 2011 года самой успешной оказалась ситуационная комедия «Зайцев+1» о жизни студента-«ботаника», страдающего раздвоением личности. Историю придумал Денис Косяков, а главной роли, Саши Зайцева и его альтер эго Фёдора, исполнили Филипп Котов и Михаил Галустян. «Зайцев+1» примечателен ещё и тем, что его создателям впервые удалось заполучить актёра мирового уровня и известности на одну из главных ролей в российском комедийном сериале. Персонажа по имени Жара, альтер эго отца Зайцева, появившегося в третьем сезоне и как оказалось, тоже страдающего раздвоением личности, воплотил Жерар Депардьё, для которого этот опыт участия в ситкоме тоже стал первым.

Я получил большое удовольствие от съёмок в сериале… Я также рад, что мне удалось поработать с очень хорошими, энергичными актёрами. А ещё мне впервые представился случай сняться на фоне так называемых «зелёных экранов»… Замечательно, что в сериале чувствуется молодость. Для меня честь участвовать в «Зайцеве+1». — Жерар Депардьё
Представители ТНТ пообещали и впредь привлекать к съёмкам иностранных актёров топ-уровня. С 15 марта 2011 года в логотипе ТНТ был изменён стиль кубиков. Версия данного логотипа — в эфире с 15 марта 2011 по 28 февраля 2017 года.
Летом 2011 года «ТНТ-Телесеть» стала совладельцем регионального самарского канала ОАО ТРК «СКАТ», выкупив у его владельцев 26 % акций.
2 ноября 2011 года ФАС включила ТНТ в список федеральных каналов и опубликовала данные о доле в национальном и региональном размещении рекламы. Доля ТНТ на национальном уровне составила 9,3 %, на тот момент это был пятый показатель.

#### 2012—2014
6 февраля 2012 года по многочисленным просьбам телезрителей ТНТ начал вещание в пакете «Радуга ТВ» на спутнике ABS-1 в часовой версии +2 (с 5 декабря 2014 года вещание «Радуга ТВ» прекращено).
1 апреля 2012 года «Триколор ТВ» перевёл телеканал ТНТ и бесплатного пакета в платный. 4 апреля телеканал ТНТ прервал подачу сигнала оператору, а через 7 дней он вернулся уже в бесплатный пакет.
На волне успеха московского «Универа» и пермских «Реальных пацанов» (один из сезонов этого сериала тоже полностью снимался в Москве), на ТНТ был запущен в производство новый ситком «Деффчонки», стартовавший в эфире в апреле 2012 года. История четырёх подруг из Саратова, приехавших покорять столицу и снимающих на всех одну квартиру, не отличается оригинальностью, каких-либо жанровых находок эта романтическая комедия с элементами мелодрамы не содержит, но её героини привлекли внимание молодой, в первую очередь, женской аудитории:

У сериала есть нечто общее с «Сексом в большом городе» и «Друзьями», только аудитория рассчитана на более молодую публику. В ситкоме нет ни одной брошенной неверным мужем женщины, ни одного коррумпированного полицейского, и, самое главное, среди актёров нет ни одного бывшего КВНщика, от лиц которых, мягко говоря, уже становится муторно. — Катерина Матвеева
Сериал снимался в Москве, с московскими актёрами и выбор Саратова в качестве «малой родины» девушек был обусловлен стремлением к достоверности, поскольку речь жителей этого провинциального города практически не отличается от столичной. В конце 2015 года был показан заключительный 5 сезон телесериала.
14 декабря 2012 года телеканал ТНТ вошёл в состав второго мультиплекса цифрового телевидения России.
27 января 2013 года на ТНТ были показаны первые несколько серий экспериментального фантастического сериала «Моими глазами», в жанре триллер-псевдореалити, работа над которым была завершена ещё в 2011 году. Этот сериал стал первым в мире, полностью снятой «субъективной камерой». Повествование нелинейно, каждая серия сделана от лица одного из персонажей и таким образом раскрывает его личность и историю. В небольшом городе происходит череда странных и зловещих событий: люди исчезают, гибнут или неожиданно впадают в странное состояние, похожее на кому, из которой потом также внезапно выходят и начинают проявлять сверхспособности, и со всем этим как-то связан загадочный «чёрный дым». Идея проекта принадлежала Илье Куликову, а срежиссировал «Моими глазами» Заур Болотаев. Он же выступил в качестве оператора-постановщика, хотя непосредственную съёмку вели актёры с помощью камеры, закреплённой на специально-разработанной конструкции.
«Моими глазами» стал первым продуктом ТНТ, продвигаемым под брендом «киносериал»:

Мы придумали это определение, бренд «киносериал» для того, чтобы появилась линейка, которую можно было бы зрителям продавать, объясняя, что это не просто сериалы, это некий уровень киношного качества, который предполагает уровень драматургии, уровень истории, режиссуры и всего прочего. Мы не хотим бренд «киносериала» распространять на много десятков сезонов, мы хотим выпускать 2-3 сезона, и после этого выпускать полнометражное кино на основании этого. — Валерий Фёдорович, продюсер сериала «Моими глазами», 2016
Компания «Fox Television» выкупила права на создание американской адаптации сериала под названием «Through my eyes», и было объявлено о запуске съёмочного процесса. Продюсером проекта заявлен Лоренс Бендер, постоянный партнёр Квентина Тарантино.

Адаптация российского сериала в США — огромный успех не только ТНТ, но и всего российского телевидения. Мы очень надеемся, что после этого американские коллеги обратят внимание на наш рынок телесериалов и откроют для себя Россию так, как ранее открыли Великобританию и Израиль. — Валерий Федорович
Также рассматривалась возможность создания второго сезона «Моими глазами», однако в итоге от этой идеи было принято решение от неё отказаться, в результате сериал насчитывает 19 эпизодов с открытом финалом. «Моими глазами» сыграл важную роль как экспериментальный формат, импульс, полученный творческим коллективом канала от работы над этим продуктом, в итоге преобразовался в большие драматические форматы.
8 июля 2013 года Роман Петренко занял место председателя совета директоров ОАО «ТНТ-Телесеть», а новым генеральным директором ТНТ стал Игорь Гойхберг.

#### 2014—2017
2014 год для телеканала ТНТ выдался насыщенными событиями. Уже в конце января Игоря Гойхберга на посту генерального директора ТНТ сменил Игорь Мишин. В этом же году была завершена сделка по приобретению ТНТ продакшн-компании Good Story Media, которая снимала и производила для телеканала ТНТ «Реальных пацанов», а основной объём контента — для телеканала СТС. Сумма сделки не афишировалась, аналитики называли цифру 50 миллионов долларов, «Коммерсантъ» сообщал о 400 миллионах, в общей сложности затраченных на покупку «Comedy Club Production» (в 2012 году) и Good Story Media.

Это один из ответов на то, как мы переживаем падение рынка. Приобретение, как казалось, за большие деньги двух крупнейших студий Comedy Club Production и Good Story Media стало палочкой-выручалочкой в сложные годы. Действительно, две трети нашего эфира производится этими двумя студиями. Они работают в рамках консолидированного бюджета ТНТ и не делают ничего ни для кого, кроме ТНТ. — Игорь Мишин, 2016 год
В апреле на ТНТ успешно стартовал сериал «Физрук» с Дмитрием Нагиевым в роли Олега Евгеньевича Фомина по кличке «Фома», выходца из криминальных кругов, вынужденного устроиться на работу школьным учителем физкультуры. В апреле 2014 года по информации TNS Gallup сериал занял пятую строчку по популярности среди всех передач на российском телевидении с рейтингом 5 % и долей 12,7 %. Основной причиной такого успеха, неожиданного даже для создателей сериала, стало точное попадание Дмитрия Нагиева в предложенный образ (впрочем, роль писалась «с прицелом»), а также, как отмечает критик журнала «Искусство кино» Владимир Колотаев, использование авторами беспроигрышного приёма показа пересечения двух миров: шаржированных «лихих» 90-х, воспоминания о которых у части зрительской аудитории потускнели, тогда как у другой, в силу возраста, просто отсутствуют и современного мира, казалось бы, более честного и справедливого.

Героя выбрасывает из привычной среды, и начинается его странствие в незнакомом мире в поисках душевного равновесия. Мир прошлого в сериале — это мир бандитов, грубой силы, стрелок, наездов и подстав. Мир крутых пацанов с голдами на шее и в чёрных джипах. Мы привыкли повторять, что он ушёл, его больше нет, так как изменилась жизнь…

Новый мир тоже не образец честности… В этом мире диплом можно купить задорого в гороно… Жулики никуда не делись, они только переместились в кабинеты чиновников и пилят бюджет. Этот мир столь же жесток, как старый, но более лицемерен… В сегодняшнем мире выселяют ветеранов из квартир, торгуют палёным коньяком и пытаются продать наркотики в школе. — Владимир Колотаев
В этом новом мире брутальный, но бесхитростной и на самом деле, беззащитный Фома пытается найти новые смыслы и сделать то, чего раньше не делал, — завоевать сердце женщины и спасти ребёнка. Школьники не боятся Фому, так что не только физрук учит детей, но и дети воспитывают физрука. Путь Фомы тернист, он постоянно совершает ошибки, собственноручно перечёркивает достигнутые с таким трудом позитивные результаты, и всё же, медленно и болезненно, он меняется, становится лучше.
Комментаторы отмечают новое качество продукции ТНТ, впервые наметившееся ещё в Интернах, развившееся в Реальных пацанах и ставшее совершенно очевидным в «Физруке»: всенародность признания.

Никогда прежде столь разношёрстная публика — от национал-предателей из пятой колонны до чумазых простолюдинов — не была столь единодушна по поводу телепродукта<…> Услышать обсуждение свежего эпизода «Физрука» и убойных реплик Нагиева от людей, которые «Литтл Британ» ставят выше «Нашей Раши», — дело неслыханное. <…> Самое удивительное, что для креативного класса это, кажется, не позволительный грешок или жизненно необходимый тупняк ради интеллектуальной разрядки, а полноценное удовольствие. — Булат Латыпов
«Физрук» попал в список «10 лучших русских сериалов 2014 года» по версии журнала «Афиша», был отмечен премией Ассоциации продюсеров кино и телевидения в номинациях «Лучший комедийный телесериал» и «Лучшая сценарная работа» 2014 года, а также премией «ТЭФИ» в номинации «Лучший ситком» 2015 года. На данный момент сериал насчитывает 4 сезона, последняя серия вышла в эфир 1 ноября 2017 года.
Следующим прецедентом в истории ТНТ стал киносериал «Сладкая жизнь» Андрея Джунковского. Этот проект сделан по канонам «серьёзного» кино, содержательно похож на драмы западных кабельных каналов и на фоне остальной российской телепродукции претендует даже не некоторую элитарность. История развивается вокруг матери-одиночки, танцовщицы гоу-гоу из Перми, в исполнении Марты Носовой. Проявив строптивость перед сыном губернатора, Саша нажила опасных врагов, настроила против себя знакомых, включая любимого человека и оставив ребёнка на попечение бабушки, отправилась в Москву, в надежде затеряться в мегаполисе. Дальнейшие события связаны с попытками героини устроить свою жизнь в столице и с её отношениями с шестью успешными 30-летними мужчинами. В сериале присутствуют множество откровенных сцен и нецензурной лексики, было подготовлено две редакции сериала: для прайм-тайм и для ночного показа, бесцензурная.
«Сладкая жизнь» стал первым российским сериалом, премьера которого прошла в интернете, за 2 недели до показа на телеканале (ранее некоторые серии «Реальных пацанов» появлялись в сети лишь за несколько часов до трансляции эфира, с целью привлечения телеаудитории). Платный видеосервис Amediateka приобрёл права на сериал и 15 мая 2014 года все 6 серий первого сезона, без цензуры, были опубликованы на сервисе. Сумму сделки стороны не афишировали:

Эта сделка не просто выгодна для ТНТ, потому что мы зарабатываем на ней деньги. Это новый источник денег, дающий нам больше возможностей при производстве сериалов. Мы не боимся конкуренции с интернетом, наоборот, мы видим огромный потенциал для нашего канала в сети. — Александр Дулерайн, генеральный продюсер ТНТ
«Сладкая жизнь» стал первым отечественным сериалом на сервисе Amediateka. В рейтинге популярности сервиса сериал занял второе место, уступая лишь первому сезону «Игры престолов». За первые 2 неделя после публикации, «Сладкую жизнь» посмотрели около 11 000 человек.
В августе 2014 года на ТНТ стартовало танцевальное шоу «Танцы», аналогом американского шоу So You Think You Can Dance. Конкурсанты борются за звание лучшего танцовщика России и главный приз в размере 3 000 000 рублей. Производством программы занимается «Comedy Club Production», для которой этот опыт танцевального шоу уже не первый — ещё в 2008 году в эфире ТНТ транслировались «Танцы без правил», представлявшие собой «битву танцоров» и ставшие логическим продолжением «Смеха без правил», а также реакцией на взлёт популярности подобных шоу во всём мире. Если в «Танцах без правил», помимо участников, исполнявших различные заготовленные и импровизационные номера, действовали только ведущие (они же члены жюри), то в «Танцах» принимают участие хореографы-наставники: Егор Дружинин и Мигель, сделавший себе имя на этой передаче.
«Танцы» не стали первым популярным танцевальным шоу на российском телевидении: в 2006—2016 годах на канале «Россия» (впоследствии — «Россия-1») выходила программа «Танцы со звёздами», в 2013 году на том же телеканале прошёл сезон «Больших танцев», а уже позднее, в 2015 году, «Первый канал» запустил собственное массовое танцевальное шоу — «Танцуй!». Однако именно шоу на ТНТ оказало наибольшее влияние на аудиторию и по словам музыкального критика Бориса Барабанова:

«Танцы» изменили не только жизнь Мигеля, но и отношение к хореографии в стране. Интерес к «Танцам» каждый год приводит к дверям отборочной комиссии десятитысячную толпу, а количество подписчиков инстаграма Мигеля перевалило за полтора миллиона. — Борис Барабанов, 2016 год
Фантастико-мистический молодёжный триллер «Чернобыль. Зона отчуждения», поставленный приглашённым шведским режиссёром Андерсом Банке, стал тем «большим драматическим форматом» на саму возможность появления которого оказал влияние успех незавершённого проекта «Моими глазами». Премьеру этого киносериала несколько раз откладывали и переносили, первоначальный сценарий Ильи Куликова и Евгения Никишова, представлявший собой историю в духе «Ведьмы из Блэр», перенесённую в Зону отчуждения, был полностью переписан авторами по требованию креативного продюсера ТНТ Валерия Федоровича. В результате получилась история о пятерых подростках, отправившихся в погоню за грабителем в заброшенный город-призрак Припять. Там им представляется возможность отправиться в 1986 год и предотвратить аварию на Чернобыльской АЭС. И главным их противником оказывается сама Зона. По мере развития сюжета, жанр роуд-муви переходит в мистический триллер, затем в боевик, фильм-катастрофу, и наконец, последняя серия первого сезона оставляет «задел» на продолжение в жанре «альтернативной истории», в которой Советский Союз избегает распада, а США теряют статус сверхдержавы.

Продюсеры решили, что сериалу нужен «иностранный взгляд» на проект. Сценарий «Чернобыля» показался мне действительно мощным. Он оригинальный. В нём сочетаются все мои любимые жанры, приправленные великолепным сдержанным русским чёрным юмором… В мире большого коммерческого кино менять жанры считается очень опасным. Но я люблю опасные вещи. — Андерс Банке, режиссёр
Сериал стал первым в России, полностью показанным в кино ещё до официальной премьеры на ТНТ. Премьерный показ всех 8 серий первого сезона состоялся 24 сентября 2014 года в московском кинотеатре «Октябрь», с участием звёзд кино и шоу-бизнеса. Позже такие же показы прошли ещё в 18 городах России.
«Чернобыль. Зона отчуждения» стартовал в эфире с высокими рейтингами. Как и «Физрук», «Чернобыль» попал в список «10 лучших русских сериалов 2014 года» по версии журнала «Афиша». Второй сезон был снят в США и передан в эфир телеканала ТВ-3, меняющего формат в сторону премиальных сериалов и шоу.
1 сентября 2014 года состоялся запуск родственного канала «ТНТ-Comedy», заменившего спутниковый развлекательный телеканал «Comedy TV», а также запуск международной версии ТНТ под тем же названием.
Первый сезон молодёжного киносериала „о гангстерах во времена хипстеров“ «Закон каменных джунглей» был показан в эфире ТНТ в марте 2015 года, а анонсирован был в феврале. Дебютная режиссёрская работа Ивана Бурлакова стала очередным проектом линейки киносериалов ТНТ, работы над которым заняли несколько лет. По определению обозревателя «Газета.Ru» Ярослава Забалуева, это «изобретательный телекомикс про вчерашних школьников, решивших стать гангстерами». Стилистика сериала «Закон каменных джунглей» отсылает к таким культовым картинам, как «На игле» Дэнни Бойла и «Карты, деньги, два ствола» Гая Ричи, лентам Квентина Тарантино и Роберта Родригеса, тинейджерским британским сериалам «Плохие» (Misfits) и «Молокососы» (Skins).

Авторы ловко играют с жанрами, разбавляя хмурую московскую действительность эстетикой комиксов. «Закон каменных джунглей» с одинаковым успехом перевоплощается то в чёрную комедию, то в фильм про взросление и первую любовь, то в пародию на классику криминального кино… Канал ТНТ в очередной раз подтвердил, что за счёт качества своего контента способен успешно конкурировать с грандами российского телерынка. — Вера Цветкова, Независимая газета
После успеха «Реальных пацанов» и «Физрука», Антон Щукин выступил продюсером ещё одного, более традиционного ситкома, по собственной идее: сериала «ЧОП» о буднях пятерых незадачливых сотрудников частного охранного агентства «Кедр», охраняющих торговый центр «Соловей». Герои «ЧОПа» немного «не от мира сего» и постоянно попадают в курьёзные ситуации, но не по собственной глупости, как часто бывает в подобных историях, а, скорее, по наивности и непосредственности. Исполнитель одной из главных ролей, Сергей Стёпин, признаётся, что «даже не знает, где в „ЧОПе“ вымысел». Антон Щукин подтверждает, что «фишка» этого ситкома заключается в попытке показать смешное через естественное и органичное. Ситком «ЧОП», юмор которого, по словам Щукина, практически не пересекался с юмором «Физрука», всё же не смог повторить успех последнего, и после двух сезонов был закрыт.
В марте 2015 года телеканал ТНТ становится частью субхолдинга «Газпром-Медиа Развлекательное телевидение» (ГПМ РТВ), его офис стал располагаться в здании бизнес-центра «Diamond Hall» (Олимпийский проспект, д. 14), вместе со штаб-квартирами каналов «2x2», «ТВ-3» и «Пятница!». Ранее офис ТНТ находился в доме 57а на Трифоновской улице, в здании делового центра «Византий».
Ещё два киносериала, вышедшие в эфире на ТНТ, в 2015 году посвящены теме секса. Это многосерийный фильм «Измены», затрагивающий тему «запретного» секса, и молодёжный ситком «Озабоченные, или Любовь зла», на который создатели формально не распространили «киносериальный» бренд, но фактически ему соответствующий.
В центре сюжета «Измен» с Еленой Лядовой в главной роли — история Аси, женщины, на первый взгляд, безнадёжно задавленной семейным бытом. Однако выясняется, что у неё, помимо мужа, есть три любовника. Одна из главных «пружин» сериала в том, что его герои являются не теми, кем кажутся. Этот проект стал самым успешным в истории телеканала по числу и уровню собранных наград: «Измены» стали триумфатором ТЭФИ-2016 — премии были удостоены режиссёр Вадим Перельман, исполнительница главной роли Елена Лядова, а сама картина победила в номинации «Телевизионный фильм/сериал».
«Озабоченные» — комедия от резидента «Comedy Club» Семёна Слепакова, автора романа «Дай мне!» Ирины Денежкиной и режиссёра Бориса Хлебникова.

«Озабоченные» — это как бы про секс, но и не только про секс. Все люди, на самом деле, озабоченные. Они озабочены своей семьёй, карьерой. И сексом, и тем, как их секс связан с их семьёй и с их карьерой. Человек — это сложная система взаимоотношений внутри самого себя, и все мы подходим под определение «озабоченные». Для меня самая главная тема «Озабоченных» — это решение изменить свою жизнь. — Семён Слепаков
26 октября 2015 года завершено преобразование ОАО «ТНТ-Телесеть» в АО «ТНТ-Телесеть».
1 января 2016 года на базе телеканала «ТНТ-Comedy» и на бывших эфирных частотах телеканала «2x2» стартовал новый развлекательный телеканал «ТНТ4», построенный на архивных программах и телесериалах ТНТ и собственных проектах:

На ТНТ все годы было очень строгое правило: ТНТ — единственный канал, который за всю свою историю не торговал своим контентом. Когда не было онлайн-кинотеатров и продаж на другие каналы, вся библиотека оставалась нетронута, эксплуатировалась только на ТНТ и его ресурсах. Её сохранение позволило запустить канал ТНТ4… Это было бы невозможно, если бы продукт все эти годы существовал в пятых-десятых повторах на других каналах и в онлайн-кинотеатрах. Эксклюзивная библиотека за десять лет позволяет сделать очень экономически выгодный канал. — Игорь Мишин
В феврале 2016 года проведены изменения в корпоративной структуре. В результате их функции генерального директора были переданы субхолдингу «ГПМ Развлекательное ТВ» (генеральный директор — Артур Джанибекян), а также введена должность директора телеканала, на которую переназначен Игорь Мишин (покинул этот пост 15 июня 2016 года).
8 февраля в эфире ТНТ вполне традиционный по исполнению, но примечательный по подтексту ситком «Остров». Впервые рейтинговый продукт ТНТ пародировал другой, даже культовый, продукт того же телеканала ТНТ, реалити-шоу с 12-летней историей «Дом-2», причём в постмодерническом ключе. По сюжету, группа участников некоего реалити-шоу «Остров», состоящая из четырёх парней и четырёх девушек, высаживается на необитаемом острове, усеянном телекамерами. В первый же день случается непредвиденное: вся съёмочная группа гибнет от взрыва яхты, которую участники шоу принимают за сигнал к началу игры, бросаются выполнять хитроумные задания редакции и даже проводят SMS-голосования. Они уверены, что за ними наблюдают миллионы, хотя на самом деле их никто не видит и никому до них нет дела (точнее, их видят зрители, но «другие» — не реалити-шоу, а ситкома). Совсем как участники «Дома-2» они неосознанно начинают разбиваться на пары и строить отношения, хотя такого задания им не предложено. Их сопровождает местный житель и он один знает страшную правду, но он не говорит на их языке, а они не понимают его. Наконец, «Дом-2» и другие продукты ТНТ напрямую упоминаются, и даже высмеиваются, героями «Острова» с первых минут:

«Остров» похож на своеобразный дайджест: этакий «The Best» того, что выходило на ТНТ. В первую очередь, узнаваемы персонажи. Эл — мускулистый радостный идиот, прямой продолжатель дела Степана Меньшикова. Оля — собирательный образ всех стервозных блондинок. Дерзкая-резкая Мила будто приехала прямиком из «Реальных пацанов», а Марго и Надя косплеят дуэт Палны и Васьки из «Деффчонок». Денис Косяков — это собирательный образ всех сериальных балаболов, включая персонажей «Камеди клаба». Костя напомнит нервных и социофобных ботаников Левина, Зайцева и Будейко («Универ»). То, что все эти проекты выходили на одном канале, создаёт подспудное ощущение мультивселенной, а «Остров» превращается в своеобразный кроссовер. — Алексей Еньшин
После успеха первого сезона сериал был продлён на второй сезон.
Ещё один ситком, «Ольга», традиционная комедийная история с сильной личностью в центре и оттенком артхаусной драмы. Исполнительница заглавной роли — Яна Троянова. Сериал установил новый рекорд популярности, обогнав «Интернов» и «Физрука». По информации TNS Russia, в целевой аудитории ТНТ «Все 14-44» сериал «Ольга» стал самым популярным среди всех телесериалов сентября 2016 года. Его зрительская доля была в 2 раза выше среднесуточной доли ТНТ.
Среди других новинок года выделялись «Бородач. Понять и простить», выросший из сюжетной линии скетчкома «Наша Russia», закрытого ещё в 2011 году и четырёхсерийный фильм киносериал Григория Константинопольского «Пьяная фирма» в жанре чёрной комедии, с большим количеством популярных актёров: Михаилом Ефремовым, Маратом Башаровым, Анной Михалковой, Елизаветой Боярской и многими другими актёрами. Сериал «Пьяная фирма» получил награду Ассоциации продюсеров кино и телевидения в номинации «Лучший телевизионный фильм/сериал», Михаил Ефремов был отмечен как лучший актёр.
27 декабря 2016 года для жителей Европейской части России запущена версия ТНТ в формате HD.

#### 2017—2018
В феврале 2017 года состоялась премьера комедийного сериала «Адаптация». ЦРУ США проводит секретную операцию «Розильда», с целью сбора информации о новейшей российской технологии дешёвой добычи газа. В компанию «Газпром добыча ЯНАО» в городе Ноябрьске под видом русского инженера Олега Меньшова внедрён лучший агент ЦРУ Эштон Айви. По пути в Ноябрьск он знакомится с Мариной и Валерой, что сильно осложняет проведение операции. В главной роли — Леонид Бичевин, роль его босса в ЦРУ исполнил американский актёр Питер Джейкобсон. Несмотря на открывающее сериал сообщение о «нереальных событиях», авторы настаивают, что в основе сюжета — достоверная история:

Я абсолютно не согласен с тем, что такая ситуация неправдоподобна. Потому что мы вообще живём в абсурде, нас часто окружают невероятно абсурдные ситуации, которые мы, впрочем, воспринимаем как нормальные. Наша сценарная группа старалась подойти к сюжету и деталям очень глубоко, не выдумывать ничего из головы и держаться фактов, которые происходили на самом деле. — Фёдор Стуков, режиссёр-постановщик сериала «Адаптация»
Сериал «Адаптация» был хорошо принят аудиторией и официально продлён на второй сезон.
24 апреля 2017 года блок мультфильмов на ТНТ был окончательно убран из сетки вещания ТНТ. С 29 февраля 2016 года до конца своего существования он выходил по будням рано утром и состоял из единственного проекта — «Черепашки-ниндзя», а 20 июня 2022 года был возвращён, но вместо мультсериалов американской студии Nickelodeon транслируются три российских мультсериала с понедельника по пятницу с 7:00 до 9:00 — «Смешарики», «Простоквашино» и «Фиксики».
В этом же месяце стартовал «Филфак», ещё один сериал режиссёра Фёдора Стукова. Это попытка повторить успех «Универа» и в творческой форме переосмыслить гендерный перекос на филологических факультетах страны. События разворачиваются в группе, где на множество девушек приходится всего три молодых человека. В качестве guest star на роль преподавателя приглашён известный артист эстрады и юморист Ефим Шифрин:

Не могу сказать, что я хорошо был знаком с тем, что происходит на канале ТНТ, до этого сериала. Сейчас я познакомился и не жалею об этом. Это другая реальность, другой юмор… Да, юмор здесь жёсткий и для меня непривычный, но я поймал себя на том, что мне этот «жесткач» нравится. Это была хорошая встряска, и я думаю, что я проживу дольше, познакомившись с ним. — Ефим Шифрин
Среди прочих заметных проектов года: второй сезон «Полицейский с Рублёвки» и «Гражданский брак».
В эфире ТНТ остаются проекты, как «Битва экстрасенсов», «Танцы», «Дом-2», «Холостяк»; продолжаются телешоу от Comedy Club Production: «Stand Up», «Comedy Club», «Comedy Woman», «Comedy Баттл», «Импровизация», «Однажды в России» и интеллектуальное шоу «Где логика?»; выходят новые: «Love Is», музыкально-юмористическое шоу «Студия СОЮЗ» и стендап-шоу «Открытый микрофон».
30 июня стало известно о смене генерального продюсера, впервые с 2009 года на место Александра Дулерайна пришёл Вячеслав Дусмухаметов. При этом Дулерайн остался на ТНТ и занялся новым направлением его развития — международным.
19 июля 2017 года телеканал ТНТ перешёл на широкоэкранное вещание (16:9) в сетях цифрового вещания. Телеканал ТНТ стал третьим среди общефедеральных каналов, перешедшим на данный экранный формат. Также переход на широкоэкранный формат произошёл и у родственных каналов — «ТНТ Music», позже — «ТНТ4».
С 20 ноября 2017 года телеканал ТНТ отказался от показа зарубежных кинофильмов и телесериалов по будням, заменив их в эфире собственным контентом. Причинами стали более высокий интерес рекламодателей и телезрителей, а также желание обрести независимость от внешнеэкономических факторов.

### 2018—2019. Ребрендинг
18 апреля 2018 года на ТНТ произошла «большая революция», то есть кардинальное изменение оформления, логотипа и сетки вещания ТНТ (при этом в некоторых в печатных изданиях логотип сменился только в конце месяца).
Руководитель субхолдинга «Газпром-медиа Развлекательное телевидение» Артур Джанибекян так прокомментировал ребрендинг следующим образом:

Какой бы выигрышной не была визуализация стиля, рано или поздно она требует естественного обновления. И наши исследования это чётко показывают. Пришло время немного меняться, чтобы и дальше создавать тренды, следовать им и соответствовать статусу бренда.

Сегодня мы делаем первый шаг. Рестайлингом занимается наша маркетинговая команда, все делается in house, что позволяет нам не зависеть от внешних подрядчиков, спокойно развивать наш визуальный стиль в ежедневном режиме. Что мы и будем делать. — Артур Джанибекян
В эфире выходят шоу «Песни», ток-шоу «Бородина против Бузовой», юмористическое хейт-шоу «Прожарка», кулинарные шоу «Большой завтрак» и «Бузова на кухне».
В августе 2018 года была запущена медиаплатформа «ТНТ-Premier», на которой за несколько дней или месяцев до эфира публикуются новые выпуски и сериалы проектов ТНТ, а также ведётся трансляция других телеканалов «ГПМ РТВ». Одним из первых выложенных проектов стал сериал Петра Буслова по инициативе и сценарию Семёна Слепакова «Домашний арест» о городском мэре, пойманном на взятке и вынужденном проживать в доме простой семьи.
В связи с запуском видеосервиса «Premier» видеоархив передач и сериалов на сайте (и соответственно на RuTube) был удалён. Вместо этого свежее видео на сайте стало появляться в виде отрывков либо находиться в открытом доступе для посетителей в течение недели с момента даты последнего эфира.
28 августа 2019 года онлайн-платформа сменила название на «PREMIER».
В 2019 году на видеохостинге RuTube был запущен сервис List, благодаря которому появился доступ ко всем материалам видеосервиса «Premier» (кроме эпизодов, которые выходят на неделю раньше ТВ-эфира), но перед просмотром необходимо посмотреть рекламный ролик либо пройти опрос.
В декабре 2019 года проект «Comedy Woman» был заморожен, а съёмка новых выпусков приостановлена. В мае 2020 года было объявлено о закрытии шоу, что впоследствии было подтверждено в сентябре.
На ТНТ вышли телесериалы: «Света с того света», «Жуки», «Полярный», «Война семей», «Патриот», «Колл-центр», «Мир! Дружба! Жвачка!», «Эпидемия», «Окаянные дни», «Проект «Анна Николаевна»», «Игра на выживание», «Идеальная семья», «Гусар», «Территория», «Иванько», «Перевал Дятлова», «Отпуск», «Полёт», «Девушки с Макаровым», «Милиционер с Рублёвки», «Вампиры средней полосы», «Яжотец», «Контакт» и «Универ. 10 лет спустя».

### 2020 — настоящее время
С 16 марта 2020 года, в связи с пандемией коронавируса в России, съёмки всех развлекательных шоу ТНТ, а также юмористические шоу «Импровизация» и «Однажды в России» постепенно стали проходить без зрителей в студии. Некоторые другие передачи либо приостановили свой выход в эфире ТНТ, но вперемешку с повторами, либо перешли на удалённый режим (например, юмористическая программа «Comedy Club»). Также были приостановлены съёмки сериалов. В апреле 2020 года транслировалось шоу «Почувствуй нашу любовь дистанционно» во время самоизоляции. В период с 31 марта по 31 мая 2020 года логотип ТНТ, вне зависимости от идущего в эфире материала, в верхнем правом углу экрана рядом с логотипом был прикреплён хэштег «#сидимдома».
30 декабря 2020 года на ТНТ было закрыто скандальное реалити-шоу «Дом-2». Всего на ТНТ было показано 6077 выпусков реалити-шоу. Позже в апреле 2021 года стало известно, что «Дом-2» возобновится на телеканале «Ю». Вести проект будут Ольга Бузова, Ксения Бородина, Ольга Орлова, Влад Кадони и Андрей Черкасов. Телеканал ТНТ также планирует оставить звёздную команду участников реалити-шоу, к которой присоединятся и новые герои. Затем стало известно, что Ольга Бузова отказалась быть ведущей перезапуска реалити-шоу.
С 1 сентября 2021 года были расторгнуты договоры о сетевом партнёрстве с оставшимися в аналоговом региональными станциями.
Были бессрочно прекращены съёмки и трансляции небольшой части проектов предыдущих сезонов: «Comedy Баттл», «Влюбись, если сможешь», «Где логика?», «Двое на миллион», «Звёздная кухня», «Концерты», «Новые танцы», «Открытый микрофон», «Перезагрузка», «Холостяк», «Это нормально?», «Новая Фабрика звёзд», «Я тебе не верю», скетчкома «Светлаков+» и сериала «Универ. 10 лет спустя», которые изначально были приостановлены или находились в отпусках. Также были прекращены шоу, просуществовавшие непродолжительное время: «Женский клуб» и «Бьюти Баттл», скетчи «Это мы» и «На работу».
В феврале 2022 года директор ТНТ Роман Петренко снова покинул занимаемую должность, вместо него (и. о. 9 февраля — 27 октября 2022) директором ТНТ стала заместитель генерального директора «Газпром-Медиа» и управляющий директор ООО «Газпром-Медиа Развлекательное телевидение» (ГПМ РТВ) Тина Канделаки.
5 декабря 2022 года в своём видеоролике участники шоу объявили о закрытии «Импровизации». По словам продюсера Дмитрия Ашурова шоу не приносило «звёздных» рейтингов ТНТ и изжило себя. В свою очередь, блогер Crafty Sound обвинил в закрытии шоу исполняющую обязанности директора ТНТ Тину Канделаки. Подобного мнения придерживается и издание Baza, заявившее, что после прихода Канделаки было решено выпускать больше сериалов, а не комедийных шоу.
В феврале 2023 года стало известно, что шоу «Импровизация» вернётся в эфире СТС под названием «Импровизаторы». Состав комиков (Шастун, Позов, Матвиенко, Попов) остался прежним, а формат шоу и демонстрированных в нём шуток частично изменён в соответствии с программной политикой ТНТ. Павел Воля не будет вести новую версию шоу из-за контракта с ТНТ — вместо него обязанности ведущего возложены как на самих комиков, так и на звёздных гостей. Премьера новой версии состоялась 16 марта 2023 года.